# 落葉樹林

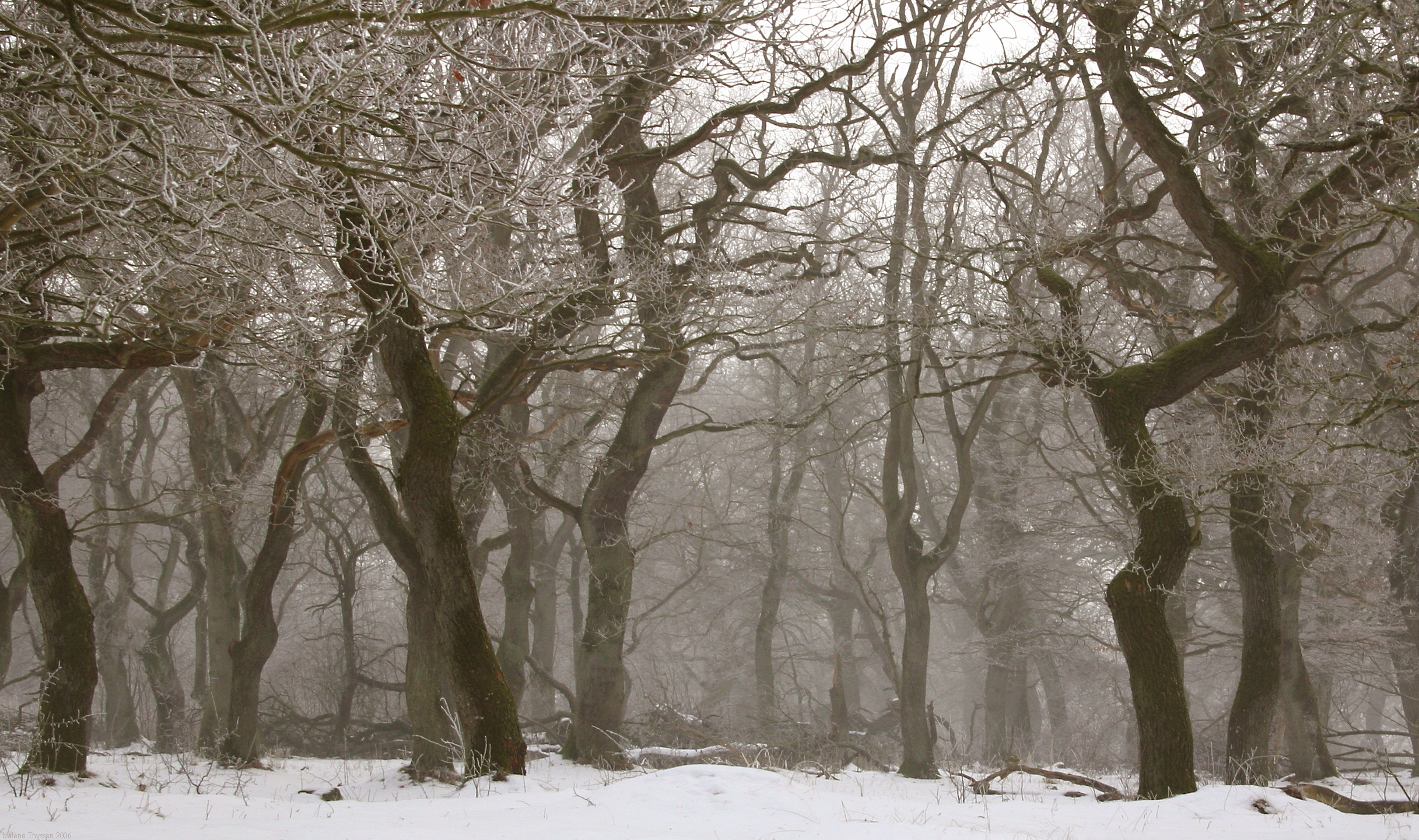
落葉樹林

落葉樹林（らくようじゅりん、英語deciduous forest）というのは、一定の季節に一斉に葉を落とす（落葉する）森林である。

## 概説
温暖で水分に不足しない環境が樹木にとっては理想的であり、年間を通じてこの条件が保たれていればそこには常緑樹林が成立する。一方この条件が保てない時期が存在する場合、樹木はこれに対応しなければならなくなる。このとき、もっとも問題になるのが葉をどうするかである。葉は、樹木にとっては光合成を行うことで栄養を作る大事な部分であり、長持ちさせたい。しかし、葉は薄くて突出しており、乾燥や冷気に弱い構造でもある。
乾期や冬季がそれほどひどくなければ、樹木は葉を捨てずに切り抜ける。その代わりに、葉を小さく厚く、クチクラ層を発達させるなど、乾燥や寒期に耐久性を持たせる。
しかし、それでも耐えられない程度のところでは、樹木はつらい時期に葉を捨て、好適な期間だけ葉を広げた方が有利である。このような戦略をとる樹木を落葉樹という。落葉樹は毎年葉を作っては捨てるために、一定の資源の消費を負担しなければならない。その代わり、条件の良い時期だけ葉を持てばよいので、葉は薄くてやや広いものが作れる。

## 気候との関連
熱帯で年間を通じて多湿であれば、熱帯雨林が成立する。熱帯の中でもある程度以上乾期が強い地域では、乾期に葉を落とす森林、雨緑林が成立する。
熱帯から高緯度の方向に目を向ければ、亜熱帯から温帯にかけては熱帯雨林より規模が小さく、小さな葉を持つ常緑広葉樹林がある。それより寒い地域では、温帯性の落葉広葉樹林がある。日本ではブナ林がその代表である。
さらに寒い地域では広葉樹は生育できなくなり、針葉樹林が成立する。これも、常緑針葉樹林より寒い地域には、落葉針葉樹林ができる。カラマツ林がそれに当たる。

## 特徴
落葉樹林を構成する植物は大部分が落葉性である。また、落葉樹は一般に葉が広くて薄い。そのため落葉樹林の林下は常緑樹林に比べて明るいことが多い。特に春から初夏の、葉が出ていないか、あるいはまだ十分に広がっていない間はかなりの光が入る。これを狙って、春に花を咲かせ、夏まで葉を広げ、あとは地下で過ごす植物をスプリング・エフェメラルという。ただし日本ではブナ林の下をササが占める例があり、スプリング・エフェメラルはヨーロッパほどには多くない。

## 落葉樹と落葉樹林
落葉樹林は落葉樹からなるが、落葉樹は必ずしも落葉樹林に生えるものではない。たとえば照葉樹林には構成樹種として若干の落葉樹が混じる例が多い。特に人の手が入った場合、里山に見られるように落葉樹の方が増える傾向がある。カラスザンショウやアカメガシワ、リョウブ、キブシなど先駆植物的樹種は往々にして落葉性である。
また、イヌビワやアカメガシワは本州中部以南に分布し、落葉樹林帯には存在しない。これらは、元来が熱帯系の植物群であり、落葉性を獲得して暖温帯まで進出したものであろう。また、これらは暖かい地域では落葉しないことも多い。